# Zakaz alternatywny
Zakaz alternatywny (inaczej: reguła wykluczania) dotyczy reguł wyboru w oscylacyjnej spektroskopii Ramana i spektroskopii IR. Zakaz alternatywny głosi, że dla molekuł mających środek symetrii (centrosymetrycznych) drganie może być aktywne (dawać pasmo w widmie) jedynie w jednej z wymienionych powyżej rodzajów spektroskopii; gdy pasmo jest widoczne w widmie Ramana, nie będzie go widać w spektroskopii IR i na odwrót.
Reguła ta jest szczególnie przydatna gdy chcemy przekonać się czy dane drganie da się zobaczyć w widmie Ramana, ponieważ dość intuicyjnie potrafimy ocenić, czy zmienia ono moment dipolowy cząsteczki (co jest warunkiem aktywności w IR), czy też nie. Trudniej natomiast jest oszacować wartość pochodnej polaryzowalności po współrzędnej normalnej w punkcie równowagi (której niezerowa wartość jest warunkiem aktywności w widmie Ramana).
Słuszności zakazu alternatywnego dowodzi się na gruncie teorii grup.
Wyprowadzona z teorii grup reguła wyboru w przypadku widm ramanowskich brzmi następująco:
Jeżeli typ symetrii drgania normalnego jest taki sam jak którykolwiek z typów odpowiadających iloczynom bądź kwadratom współrzędnych kartezjańskich, to drganie takie jest aktywne w widmie ramanowskim.
W przypadku aktywności w IR analogiczna reguła brzmi następująco:
Jeżeli typ symetrii drgania normalnego jest taki sam jak którykolwiek z typów odpowiadających współrzędnym kartezjańskim x, y, z to drganie takie jest aktywne w widmie IR.
Ponieważ dla układów centrosymetrycznych współrzędne kartezjańskie zawsze są antysymetryczne względem środka symetrii, zaś ich iloczyny lub kwadraty zawsze są symetryczne względem środka symetrii, drganie nie może być jednocześnie aktywne w widmie ramanowskim i IR.